# ليزلي ألين (مهندس)
ليزلي ألين (بالإنجليزية: Leslie Allen)‏ هو مهندس أمريكي، ولد في 5 فبراير 1904، وتوفي في 1 مايو 1977.

## وصلات خارجية
- ليزلي ألين على موقع DriverDB.com (الإنجليزية)